# Жерар Филипс
Джерард Леонард Фредерик Филипс (9 октомври 1858 г. – 26 януари 1942 г.) е холандски индустриалец и съосновател, заедно с баща си Фредерик Филипс, на „Philips“ „„текст в кавички““като семеен бизнес през 1891 г. През 1912 г. Джерард и по-малкият му брат Антон Филипс преобразуват бизнеса към корпорация, като основа Gloeilampenfabrieken на NV Philips.

## Кариера и семейство
Роден в холандско семейство с еврейски произход, баща му Бенджамин Фредерик Давид Филипс е първи братовчед на Карл Маркс (бабата на Джерард по бащина линия Софи Пресбург е сестра на Хенриет Пресбург, майката на Карл Маркс). Майка му е Мария Хейлигерс. Дядо му е търговецът на тютюн Лайън Филипс.
Джерард Филипс се интересува от електроника и инженерство. Баща му Фредерик финансира закупуването от Жерар на старата фабрична сграда в Айндховен, където той създава първата фабрика през 1891 г. Заедно с брат си той измисля план: рентабилни, надеждни крушки с нажежаема жичка. Първоначално управляват Philips Company като семеен бизнес, като по-късно в бизнеса бяха привлечени по-малкият брат на Жерар Антон и синът на Антон Фриц Филипс и зетят Франс Отен.
На 19 март 1896 г. Филипс се жени за Йохана ван дер Вилиген (30 септември 1862 – 1942). Те нямат деца.

## Граждански дейности
Джерард и неговият брат Антон Филипс подкрепят образователни и социални инициативи в Айндховен, включително Philips Sport Vereniging (Спортна асоциация на Philips), която те основават. От него професионалният футболен отдел се развива в независимата Philips Sport Vereniging NV (PSV Eindhoven).